# ميروسلاف ايفانوف (لاعب كرة قدم)
ميروسلاف ايفانوف (بالبلغارية: Мирослав Иванов)‏ (11 سبتمبر 1981 بغابروفو في بلغاريا - ) هو لاعب كرة قدم بلغاري في مركز الوسط. لعب مع ليفسكي صوفيا ونادي لودوغورتس رازغراد وFC Montana ‏ وSFC Etar Veliko Tarnovo ‏ وFC Lokomotiv Gorna Oryahovitsa ‏ ونادي شومن للمحترفين 2010 وFC Yantra Gabrovo ‏.

## وصلات خارجية
- ميروسلاف ايفانوف على موقع قاعدة بيانات كرة القدم.إي يو (الإنجليزية)